# LEW EL 13
Die Baureihe EL 13 des LEW Hennigsdorf bezeichnet eine Elektrolokomotive, die von 1955 bis 1993 in 125 Exemplaren gebaut wurde.

## Entwicklung
Diese Grubenlokomotiven wurden in verschiedenen Varianten ausschließlich für den Export gebaut. Die im Jahr 1955 für Polen gebauten vier Exemplare wurden noch als 25-t-Lok bezeichnet. Von den 121 ab 1971 gebauten Lokomotiven wurden zwei als EL 13/01 mit einer Spurweite von 785 mm nach Polen exportiert. 74 Stück von der als EL 13/03 bezeichneten Variante mit einer Spurweite von 900 mm wurden bis 1982 in die Sowjetunion, weitere 45 Stück 1992/93 nach Kasachstan exportiert.

## Konstruktive Merkmale

### Mechanik
Der Rahmen der Lok wurde aus geschweißtem Grobblech hergestellt. Die Lok verfügt über einen Mittelführerstand. Der Stromabnehmer befand sich auf dem hinteren Vorbau. Die Bremse war als Handspindelbremse mit Bremsklötzen an jedem Rad ausgeführt. Zum Bremssystem der Lokomotive gehörte eine direkt wirkende Druckluftbremse.

### Elektrik
Angetrieben wurde jede Achse mit einem Tatzlagerfahrmotor. Mit dem Nockenfahrschalter können über eine Widerstandssteuerung für die fremdbelüfteten Gleichstrom-Reihenschlussmotoren zehn Reihenfahrstufen, sechs Parallelfahrtstufen, sowie zehn Bremsstufen gewählt werden. Die für den Kompressor und die Belüftung notwendigen Motoren werden über Fahrleitung gespeist.